# Зигграбен
Зигграбен (нем. Sieggraben) — политическая община (нем. Gemeinde) в Австрии, в федеральной земле Бургенланд.
Входит в состав политического округа Маттерсбург. Население составляет 1268 человек (на 1 января 2015 года). Занимает площадь 17,69 км². Идентификационный код — 1 06 13.

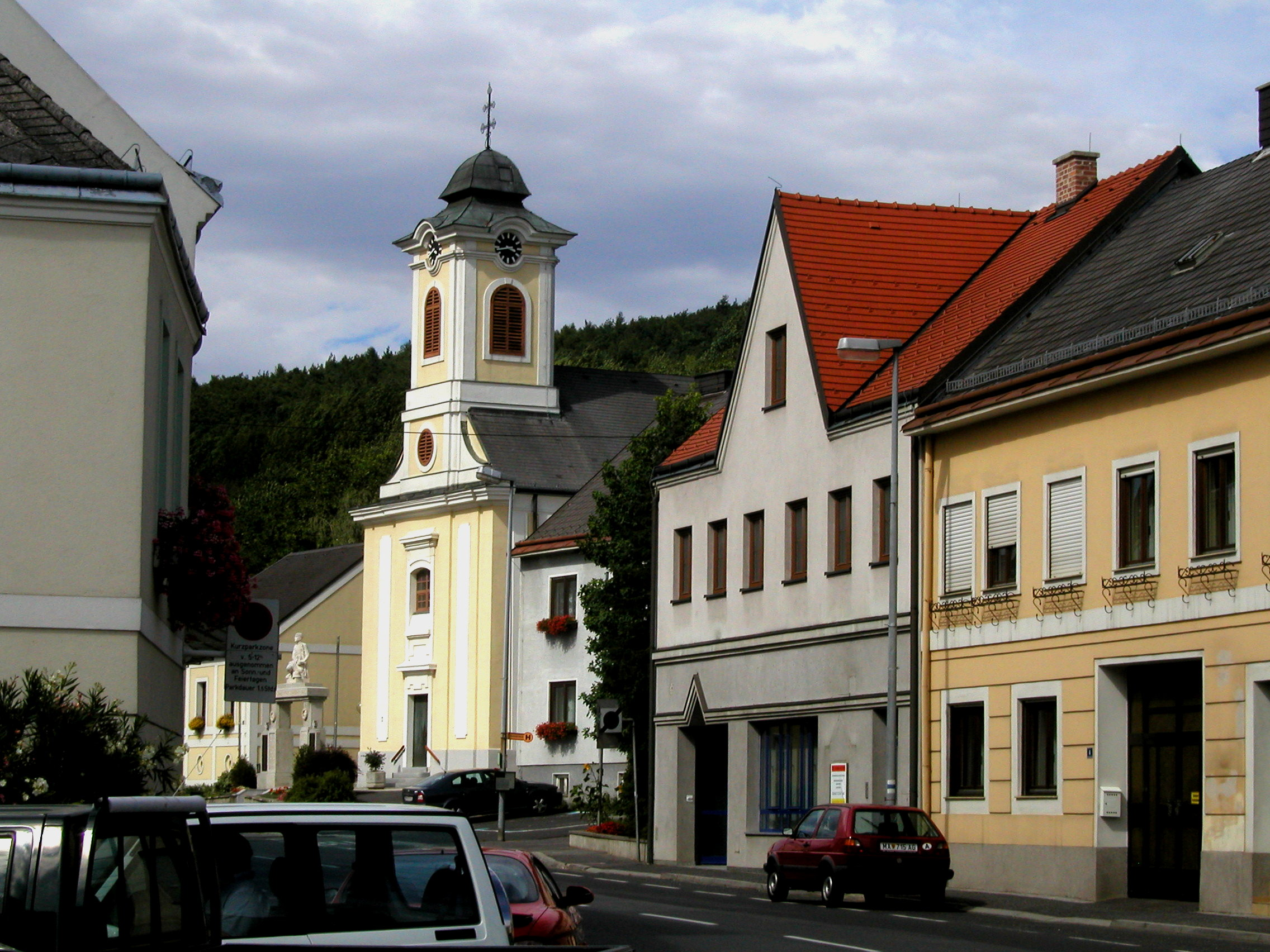
Зигграбен. Вид с главной дороги на приходскую церковь

## Политическая ситуация

### Выборы 2007
Бургомистр общины — Финценц Йобст (АНП) по результатам выборов 2007 года.
Совет представителей общины (нем. Gemeinderat) состоит из 19 мест.
Распределение мест:
- АНП занимает 11 мест;
- СДПА занимает 8 мест.

### Выборы 2012
Бургомистр общины — Финценц Йобст (АНП) по результатам выборов 2012 года.
Совет представителей общины (нем. Gemeinderat) состоит из 19 мест.
Распределение мест:
- АНП занимает 12 мест;
- СДПА занимает 7 мест.

## Внешние ссылки
- Официальная страница (нем.) (недоступная ссылка — история).